# Turdus plebejus
Turdus plebejus là một loài chim trong họ Turdidae.